# 투게더 (예능 프로그램)
투게더(Twogether)는 예능 프로그램이다. 투게더는 이승기와 류이하오가 출연하는 한국-대만 여행 다큐멘터리 스트리밍 TV 시리즈이다. 2020년 6월 26일 넷플릭스를 통해 공개되었다.

## 개요
배우 이승기와 재스퍼 류가 아시아 6개 도시(인도네시아 족자카르타와 발리, 태국 방콕과 치앙마이, 네팔 포카라와 카트만두)를 여행하며 서로의 언어를 말하지 못하면서도 함께 임무를 완수해야 한다. 방문한 장소를 추천해준 팬들을 만난다.

## 출연자
- 이승기
- 류이호